# Lemmus portenkoi
Lemmus portenkoi is een zoogdier uit de familie van de Cricetidae. De wetenschappelijke naam van de soort werd voor het eerst geldig gepubliceerd door Tchernyavsky in 1967.